# Diplusodon oblongus
Diplusodon oblongus är en fackelblomsväxtart som beskrevs av Johann Baptist Emanuel Pohl. Diplusodon oblongus ingår i släktet Diplusodon och familjen fackelblomsväxter. Utöver nominatformen finns också underarten D. o. angustifolius.